# Episodi de Il ritorno di Missione impossibile (prima stagione)
La prima stagione di Il ritorno di Missione impossibile è stata trasmessa originariamente tra il 1988 e il 1989.
| nº | Titolo originale | Titolo italiano         | Prima TV USA     | Prima TV Italia |
| -- | ---------------- | ----------------------- | ---------------- | --------------- |
| 1  | The Killer       | Il Killer               | 23 ottobre 1988  |                 |
| 2  | The System       | Colpo al casinò         | 30 ottobre 1988  |                 |
| 3  | Holograms        | Fantasmi del passato    | 6 novembre 1988  |                 |
| 4  | The Condemned    | La collana della zarina | 20 novembre 1988 |                 |
| 5  | The Legacy       | L'eredità               | 27 novembre 1988 |                 |
| 6  | The Wall         | Il muro di Berlino      | 11 dicembre 1988 |                 |
| 7  | The Cattle King  | Contrabbando di armi    | 18 dicembre 1988 |                 |
| 8  | The Pawn         | Scacco matto            | 15 gennaio 1989  |                 |
| 9  | The Haunting     | Ritorno dall'aldilà     | 28 gennaio 1989  |                 |
| 10 | The Lions        | I leoni di Bajan-Du     | 4 febbraio 1989  |                 |
| 11 | The Greek        | Il greco                | 11 febbraio 1989 |                 |
| 12 | The Fortune      | Asilo politico          | 18 febbraio 1989 |                 |
| 13 | The Fixer        | Il grande ricattatore   | 25 febbraio 1989 |                 |
| 14 | Spy              | Guerra chimica          | 18 marzo 1989    |                 |
| 15 | The Devils       | I diavoli               | 25 marzo 1989    |                 |
| 16 | The Plague       | Il virus                | 8 aprile 1989    |                 |
| 17 | Reprisal         | La vendetta             | 15 aprile 1989   |                 |
| 18 | Submarine        | Mercanti d'armi         | 29 aprile 1989   |                 |
| 19 | Bayou            | Zombi                   | 6 maggio 1989    |                 |